# 德岛县旗
德岛县旗（日语：／ Tokushima ken ki）是日本的47面都道府县旗之一。该条目是对德岛县旗以及德岛县章（日语：／）的解说。

## 概要
县章的设计基于公开征集的方案，并于1966年3月18日第166号县公告上通过并制定。平假名“とく”的飞鸟形设计表达的是德岛的融合、团结、雄飞、发展。
县旗并没有特殊规定。习惯上用蓝色（德岛有名产品“蓝染”）作为底色，用黄色在中央盖上县章。

## 脚注
1. ↑  . 徳島県. （原始内容存档于2004-12-01） （日语）.